# Pamfilski dijalekt
Pamfilska inačica antičkoga grčkog jezika rabila se u prvom tisućljeću prije Krista u južnome obalnom području Pamfilije u Maloj Aziji.
Malen korpus (kratke inskripcije, posebno one sprovodne i dr.) ukazuje na to da je riječ o posebnoj jezičnoj inačici. Nejasne su njegove veze s drugim govorima grčkoga, ali neki su učenjaci razabrali važne izoglose s arkadociparskim, pa se oni mogu zajedno proučavati.

## Podrijetlo
Lingvitički, čini se da je pamfilski mješavina dijalekata i to čak iz tri različite grupe dijalekata s utjecajima susjednih anatolijskih jezika. U antičkoj Grčkoj miješanje govora nije bilo rijetko, ali čak se i tada pamfilski ističe: čini se da je nastao tako intenzivnim miješanjem da se njegova originalna podgrupa više ne nazire. Također, nijedan drugi dijalekt grčkoga ne pokazuje promjene nastale dodirom s drugim jezicima koje toliko prožimaju govor.

## Fonologija
Fonološki, pamfilski je doživio velike strukturalne promjene u dodiru s anatolijskim jezicima.

### Suglasnici
Suglasnički se sustav jako izmijenio i postao sličniji onomu licijskog iako su razlike u suglasnicima antičkoga grčkog jezika i licijskog velike.

#### Plozivi
Grčki je imao tri skupine ploziva: bezvučne, zvučne i bezvučne aspirirane. Licijski je, s druge strane, imao samo jednu vrstu ploziva: bezvučne sa zvučnim alofonima pred nazalima. Ipak, licijski je imao puno frikativa i afrikata koji su mogli biti i zvučni i bezvučni. Oni su uključivali afrikatu [t͡s] (zapisuje se slovom ⟨z⟩, a izgovara slično hrvatskom c), frikativ [θ] (kao u engleskom three) i tri zvučna frikativa koji se zapisuju kao ⟨b⟩, ⟨d⟩ i ⟨g⟩.
Postoje neki pokazatelji da su se pamfilski bezvučni aspirirani plozivi frikativizirali. Najbolji je pokazatelj toga zamjenjivanje slova φ (koji u antičkome grčkom predstavlja [pʰ]) i digame ϝ (koja je označavala glas [w]). To bi imalo smisla samo ako su ta dva glasa u nekim slučajevima postala kakav bezvučni frikativ poput [f] ili [ɸ]. Tako se, primjerice, oblik φικατι rabio mjesto ϝίκατι ('dvadeset'). Nažalost, jedini primjer dolazi iz trećeg stoljeća prije Krista. Nadalje, bezvučni aspiranti u nekim su slučajevima postali obični bezvučni plozivi: σθ > στ, σχ > σκ i θρ > τρ. Ako su slova kojima su se inače u grčkom označavala bezvučni aspiranti ovdje označavala bezvučne frikative, ove se promjene mogu objasniti kao disimilacija.
Jaki dokazi pokazuju da su zvučni plozivi postali frikativi u nekim slučajevima: između samoglasnika slovo β (koje inače označava glas [b]) često se miješalo sa slovom W (koje je označavalo glas [w]), ovo pokazuje da je bilo postalo zvučnim frikativom (poput [v] ili [β]). Glas [d] (koje u grčkom alfabetu označava slovo δ) između samoglasnika obično se zapisivao slovom ρ (koje u grčkom obično označava glas [r]). Zato se smatra da je glas [d] između samoglasnika vjerojatno postao [ð]. Situacija s gamom (koja obično označuje [g]) nešto je kompliciranija: pred prednjim samoglasnicima često se zamjenjuje jotom koja prikazuje [j]. Moguće je da je [g] postao frikativ na drugim mjestima.

#### Aproksimanti
Licijski je imao dva aproksimanta, /w/ i /j/. Antički je grčki imao samo jedan: /w/, a narječja poput atičkog i jonskog izgubili su i njega. Pamfilski je imao oba. Došli su iz tri izvora:
- naslijeđeno /w/ koje se zapisuje kao ϝ ili W
- prividna fonemizacija polusamoglasnika između zatvorenih samoglasnika [u] i [i] i sljedećeg samoglasnika iako je važno napomenuti da se /j/ iz ovoga izvor također pojavljuje u drugim govorima
- promjena [g] > [j]

#### Likvide
Velika je razlika između licijskog i grčkog to što je licijski imao četiri slogotvorna suglasnika ([m̩], [n̩], [r̩], [l̩], hrvatski ima jedan: [r̩] kao u riječi prst). Neki dokazi pokazuju da je pamfilski posudio i, moguće, razvio slogotvorne glasove.

### Samoglasnici
Pamfilski je doživio neke manje promjene samoglasnika, ali najvažnija jest nazalizacija.

#### Nazalizacija
Moguće je da je pamfilski razvio nazalne samoglasnike kontaktom s anatolijskim. Licijski je razvio nazalne samoglasnike nazalizacijom samoglasnika koju je pratio nestanak nazala u kodi i ozvučenje ploziva ako je koji bio ondje. Pamfilski pokazuje istu promjenu u svojim riječima. Osim toga, VN > ṼN > Ṽ > V (gdje V označuje samoglasnik, N nazal, a Ṽ nazalni samoglasnik) jako je čest put ove promjene.

## Gramatika
Jedan je od rijetkih grčkih govora bez članova. Gramatički, čini se da se pamfilski nije previše promijenio, ali ipak je bilo anatolijskoga utjecaja.

## Rječnik
U korpusu koji je trenutačno poznat nema anatolijskih posuđenica osim osobnih imena.

## Pismo
Pamfilski je u pismu rabio neke znakove koji se zapisuju drukčije nego u ostatku Grčke, a upotrebljavao je i neka posebna slova, između ostalih to su:
- pamfilska digama (uz uobičajenu)
- pamfilska gama
- pamfilski ksi
- pamfilski ni
- pamfilska zeta